# Dictionary (Apple)
Dictionary (рус: Словарь) — специальная программа-приложение, средство поиска определённых слов, их произношения и синонимов в среде Mac OS X.
Точнее говоря, в Mac OS X входит полная электронная версия «New Oxford American Dictionary» и «Oxford American Writter’s Thesaurus».
В Mac OS X этот словарь представлен пиктограммой Dictionary. Двойной щелчок по этой пиктограмме вызывает её для ввода нужного слова или словосочетания.

## Особенности
Dictionary предлагает несколько источников справочного материала, например, словари (на английском и японском языках), словарь терминов Apple, тезаурус, поиск слов и Википедии (если компьютер подключен к сети Интернет) и словарях «New Oxford American Dictionary» и «Oxford American Writter’s Thesaurus». Вы можете выбрать источник для поиска слов, а также настроить «Родительский контроль», чтобы ограничить права доступа определенных пользователей к заданным словам.